# Augusta Rasponi del Sale
Augusta Rasponi del Sale (Ravenna, 16 novembre 1864 – Ravenna, 11 ottobre 1942) è stata un'artista italiana.

## Biografia
Augusta Rasponi del Sale, discendente da una nobile famiglia, unica figlia del Conte Lucio Rasponi del Sale e di Amelia Campana, nacque a Ravenna presso il Palazzo Rasponi, storica residenza di famiglia. L'educazione di Augusta fu improntata agli studi classici e allo studio delle lingue, in particolare dell'inglese e del francese. Dotata di uno spiccato senso artistico, iniziò presto a disegnare, firmandosi con lo pseudonimo Gugù.
Ben presto venne introdotta alla corte della Regina Margherita, come conveniva ad una giovane del suo rango. Il giorno dell'incontro con la regina, Augusta si dimostrò molto impacciata tanto da farsi definire da un’amica una vera "oca". Augusta era schiva e per nulla affascinata da quel mondo, con il quale sentiva di non aver niente in comune. Quell’appellativo, datole in un impeto di rabbia, rimase per sempre legato alla sua vita: l'oca diventò infatti un personaggio di tanti suoi disegni. Tornata a Ravenna continuò a coltivare i suoi veri interessi, il disegno e l'amore per i bambini. Augusta ricorse anche all’utilizzo della fotografia, alla rappresentazione iconografica, al racconto di storie di vita, al fine di rendere i criteri scientifici esposti nelle sue opere il più possibile chiari ed efficaci. Pur non sposandosi e non avendo figli, il mondo dell'infanzia la affascinò: dei bambini amava la spontaneità, i giochi e le birichinate.
Durante il periodo della prima guerra mondiale, Augusta si impegnò personalmente nel soccorso di malati, continuando anche dopo il termine della guerra; inoltre, dopo il terremoto di Messina del 1908, contribuì insieme ad alcune filantrope al soccorso di bambini orfani. Diresse anche l’Opera dei figli dei carcerati, impegnandosi a procurare loro un’educazione professionale e un lavoro dignitoso. Nel 1914 fece parte del comitato ravennate della Croce Rossa italiana, lavorando come capo-infermiera negli ospedali militari. Nel 1933 venne nominata patronessa dell’Opera nazionale maternità e infanzia (ONMI) Né la fama, né le critiche lusinghiere la convinsero a trasformare il suo talento in un vero e proprio lavoro: per lei rimase un passatempo e disegnò i suoi piccoli gioielli soprattutto per gli amici, per biglietti di auguri e per divertire i bambini ricoverati presso l’Istituto di S. Teresa del Bambin Gesù. I suoi pennelli furono anche strumenti per educare le mamme a una sana puericultura.
Per la sua bontà e le sue opere, nel 1938 le venne assegnato il premio Notte di Natale, istituito da Motta di Milano. Alla morte del padre, nel 1916 e della madre, nel 1918, vendette molti beni di famiglia e optò per una residenza più modesta, utilizzando molti dei proventi per il sostegno e la cura dei bambini. Morì nella sua casa di Ravenna a causa di una trombosi che l’aveva resa inferma negli ultimi anni della sua vita.

### Opere illustrate da Gugù
- 1900 Augusta Reggiani Banfi, con lo pseudonimo Anna, Mondo infantile: scene dal vero. Milano, Hoepli.
- 1900 Paul Bilhaud, La mère l'oie, Parigi, Hachette.
- 1900 Charles Moreau-Vauthier, Tur-Lu-Ri, Parigi, Hachette, primi anni del ‘900. Ristampa anastatica: Milano, I libri del vivaio, 2008
- 1900 Lina Schwarz, Ancora!, Milano, Bietti. La pubblicazione è stata annunciata nella rivista: North american review nel gennaio del 1900
- 1901 Jacques Jacquin, La belle histoire du Prince Muguet. Parigi, Hachette, data probabile 1901 Ristampa anastatica: Milano, I libri del vivaio, 2009
- 1910 Maso Bisi, Il libro delle oche, Firenze, Bemporad,. Ristampa anastatica: Milano, I libri del vivaio, 2012.
- 1910 Lina Schwarz, Ancora!: un altro libro dei bimbi. Milano, Cogliati.
- 1912 Edith Hirons, Le meraviglie di Fata Natura. Firenze, Bemporad, data probabile.
- 1914 Luisa Cittadella Vigodarzere, Aracne, Milano, R. Sandron.
- 1914 Luisa Cittadella Vigodarzere, Camaleonte.  Milano, R. Sandron.
- 1914 Luisa Cittadella Vigodarzere, Le memorie di un cane bassotto. Milano, R. Sandron.
- 1914 Luisa Cittadella Vigodarzere, Remora.  Milano, R. Sandron.
- 1914 Luisa Cittadella Vigodarzere, Sepia e delfino. Milano, R. Sandron.
- 1914 Luisa Cittadella Vigodarzere, Smeraldina.  Milano, R. Sandron.
- 1925 Dedè Dore Pintòr, Dai ricordi di una bambina, Torino, Paravia.
- 1935 Lina Schwarz, Ancora…e poi basta!, Milano, Bietti, 1935. Il volume fu rieditato diverse volte negli anni dal 1940 al 1960. La sesta edizione del 1946, riveduta, ampliata e con 136 disegni originali di Gugù, è stata ripubblicata nel 2010, a Milano presso l'editore Hoepli.
- 1983 Il naso di Pinocchio: 33 poesie per guardare meglio nel mondo dell'infanzia, Ravenna, Cooperativa Guidarello, 1983.
- 2012 Maria Grazia Caccia, Gugù storia di Gugù narrata ai bambini ed illustrata da lei stessa. Testo di Maria Enrica Carbognin disegni colorati da Maria Giovanna Antoniacci.
- 2014 Mirca Modoni Georgiou, Gugù migliaia di bambini nella mente, Ravenna, Cooperativa Capit[8][9]